# Хелмор, Том
Том Хелмор (англ. Tom Helmore; 4 января 1904 — 12 сентября 1995) — британский актёр, более всего известный по ролям в голливудских фильмах 1940-1950-х годов.
В период с 1927 по 1972 год Хелмор сыграл более чем в 50 фильмах, включая три фильма Альфреда Хичкока. Среди наиболее известных фильмов с его участием — «Секретный агент» (1936), «Малайя» (1949), «Место преступления» (1949), «Тень на стене» (1950), «Сплошные неприятности» (1953), «Модельерша» (1957), «Долгожданная ночь» (1957), «Головокружение» (1958), «Машина времени» (1960) и «Совет и согласие» (1962).

## Ранние годы и театральная карьера
Том Хелмор родился 4 января 1904 года в Лондоне. В 1920-е годы он работал учеником в бухгалтерской фирме своего отца, одновременно подрабатывая статистом в кино. Позднее он стал играть на лондонской театральной сцене, а также сниматься в английских фильмах. В 1939 году Хелмор дебютировал на бродвейской сцене в комедии «Нет времени на комедию» с Кэтрин Корнелл в главной роли. Во время Второй мировой войны он служил в британских ВВС, после чего вернулся на сцену. Как отметила газета «Нью-Йорк Таймс», «игра Хелмора в бродвейском мюзикле „За день до весны“ (1945-1946) привела его в Голливуд».
Тем не менее на протяжении 1940-1950-х годов Хелмор продолжал работать на нью-йоркской сцене, в частности, в театре Guild он играл в восстановленной постановке пьесы Бернарда Шоу «Поживём — увидим» (1948), после чего последовали роли в спектаклях «Беспорядок» (1949-1950), «Легенда Сары» (1950), «Люби и дай любить» (1951) с Джинджер Роджерс, «Победитель» (1954) Элмера Райса, фарсе «Один глаз закрыт» (1954) и комедиях «Темнота достаточно светла» (1955) и «Дебют» (1956). Последний спектакль был поставлен по пьесе его жены, драматурга Мэри Дрэйтон. Театральный критик Брукс Аткинсон в своей рецензии на «Дебют» в «Нью-Йорк Таймс» «уничижительно высказался о пьесе, но был в восторге от мистера Хелмора», который «как обычно, был щеголеват, дружелюбен и расслаблен».
Позднее Хелмор был дублёром Рекса Харрисона в роли Генри Хиггинса в первой бродвейской постановке романтической комедии Бернарда Шоу «Моя прекрасная леди» (1956-1962), и позднее с этим мюзиклом гастролировал по стране. Несколько лет спустя Хелмор сыграл свою последнюю роль на Бродвее в триллере «Игровая комната» (1965-1966), который был поставлен по пьесе его жены, а в 1968 году сыграл миллионера из Кокни в небродвейской постановке мюзикла «Дом цветов».

## Карьера в кино в 1927—1964 годах
Хелмор дебютировал в кино в Великобритании в короткометражном фильме «Предатель: Псалм 25» (1927), в том же году он сыграл роль человека в зрительном зале (без указания в титрах) в фильме Хичкока «Ринг» (1927). Хелмор продолжал сниматься в Великобритании вплоть до 1940 года, сыграв в общей сложности в 25 фильмах, среди которых самым значимым стал «Секретный агент» (1936) Хичкока.
В 1948 году Хелмор начал карьеру в голливудском кино с музыкальной комедии «Три отважные дочери» (1948), за которой последовали роли в фильмах нуар «Место преступления» (1949), где он сыграл мультимиллионера, который симпатизирует жене детектива и по её просьбе предлагает детективу безопасную высокооплачиваемую выгодную работу в одной из своих компаний. Затем он сыграл в нуаровом приключенческом боевике «Малайя» (1950) со Спенсером Трейси и Джеймсом Стюартом, где был владельцем каучуковой плантации в Малайе, который соглашается поставить каучук американцам в обход оккупационных японских властей. В фильме нуар «Тень на стене» (1950) Хелмор был светским женихом главной героини (Энн Сотерн), который заводит роман с её сестрой.
В 1953 году Хелмор сыграл в музыкальной комедии «Давай сделаем это снова» (1953) с Джейн Уаймен и комедии Майкла Кёртиса «Сплошные неприятности» (1953) с Джоном Уэйном и Донной Рид в главных ролях. На протяжении 1950-х годов он имел роли в таких заметных фильмах, как мелодрама «Люси Галлант» (1955) с Джейн Уаймен, а также комедии «Нежная ловушка» (1955) с Фрэнком Синатрой и «Это могла бы быть та ночь» (1957) с Джин Симмонс. Как отметил Эриксон, Хелмор «продолжал сниматься вплоть до 1960-х годов, почти всегда играя людей богатых и состоятельных, и почти всегда уступая героиню главному герою. В частности, Лорен Бэколл ушла от него к Грегори Пеку в романтической комедии „Модельерша“ (1957)».
По мнению многих историков кино, «самой знаменитой киноработой Хелмора стала роль богатого мужа Гэвина Элстера, который якобы озабочен психическим состоянием своей жены», в психологическом триллере Альфреда Хичкока «Головокружение» (1958). В этой картине Элстер обращается к своему старому знакомому, бывшему детективу Скотти (Джеймс Стюарт) с просьбой проследить за его женой Мадлен (Ким Новак), утверждая, что она находится в опасности. Как выясняется в финале картины, самоубийство «Мадлен» было частью коварного плана Элстера выдать совершённое им убийство своей жены за самоубийство, используя для этого нанятую актрису и болезненный страх высоты Скотти. По информации Американского института киноискусства, после первоначального выхода на экраны фильм получил противоречивые отзывы критики, при этом рецензенты многих профессиональных изданий восхищались им, особенно отмечая использование цвета, натуры и музыки, однако другие рецензенты «остались неудовлетворёнными его необычной детективной линией и любовной историей». Тем не менее, фильм был номинирован на Оскар за лучшую художественную постановку и лучший звук, а Гильдия режиссёров Америки номинировала фильм в категории «выдающееся режиссёрское достижение в кинематографе». После переиздания фильма в 1983 и 1996 годах большинство современных киноведов назвали картину «шедевром Хичкока, оказавшим влияние на многих кинематографистов». В 2007 году фильм занял 9 место в списке Американского института киноискусства «100 лучших фильмов за последние 100 лет».
В конце кинокарьеры Хелмор сыграл в романтической комедии «Считай свои благословения» (1959) с Деборой Керр, детективе Майкла Кёртиса «Человек в сети» (1959) с Аланом Лэддом и научно-фантастическом фильме по роману Герберта Уэллса «Машина времени» (1960). Он также появился в небольшой роли британского посла в политической драме Отто Премингера «Совет и согласие» (1962) с Генри Фондой в главной роли, а также семейном фильме «Новые приключения Флиппера» (1964), который стал его последней работой в кино.

## Карьера на телевидении в 1950—1972 годах
Начиная с 1950 года Хелмор стал регулярно работать на телевидении, сыграв в таких популярных телесериалах, как «Театр Сомерсета Моэма» (1951), «Саспенс» (1951-52), «Первая студия» (1952), «Есть оружие — будут путешествия» (1957), «Альфред Хичкок представляет» (1958), «Доктор Килдэр» (1964), «Доктор Маркус Уэлби» (1969) и «Ночная галерея» (1969).

## Актёрское амплуа и оценка творчества
По словам Эриксона, «британский характерный актёр Том Хелмор выделялся прекрасными костюмами и хорошими манерами». Впервые он сыграл в кино в 1928 году, а начиная с 1948 года у него «была счастливая голливудская карьера». Как отмечено в «Нью-Йорк Таймс», в 1940-1950-е годы он проявил себя как «любезный и обходительный бродвейский и голливудский актёр. На сцене и в кино Хелмор специализировался, прежде всего, на комедиях, где его партнёршами среди прочих были Кэтрин Корнелл, Джинджер Роджерс и Джейн Уаймен».

## Личная жизнь
C 1931 по 1945 год он был женат на актрисе Эвелин Хелмор, их брак закончился разводом в 1945 году. В том же году Хелмор женился на актрисе и драматурге Мэри Дрэйтон, с которой прожил до её смерти в 1994 году. В браке у них родилась дочь Кристин.
По информации Эриксона, Хелмор поддерживал близкие дружественные отношения со многими британскими актёрами, которые работали в Голливуде. В частности, «Хелмор считал среди своих лучших друзей Бориса Карлоффа — даже после того, как Карлофф женился на бывшей жене Хелмора Эвелин».

## Смерть
Том Хелмор умер 12 сентября 1995 года в Лонгбоут Ки, Флорида, в возрасте 91 года.

## Фильмография
| Год       |     | Русское название                            | Оригинальное название            | Роль                                    |
| --------- | --- | ------------------------------------------- | -------------------------------- | --------------------------------------- |
| 1927      | кор | Предатель: Псалм 25                         | The Traitor: Psalm 25            |                                         |
| 1927      | ф   | Ринг                                        | The Ring                         | зритель (в титрах не указан)            |
| 1929      | ф   | Белый груз                                  | White Cargo                      | Уортинг                                 |
| 1930      | кор | Я этим займусь                              | Leave It to Me                   | Тони                                    |
| 1931      | ф   | Семья жены                                  | The Wife's Family                | Вилли Нэгг                              |
| 1931      | ф   | Беспокойный дом                             | The House of Unrest              | Дэвид                                   |
| 1932      | ф   | Загадка Бартона                             | The Barton Mystery               | Гарри Мэйтленд                          |
| 1932      | кор | Над рубинами                                | Above Rubies                     | Пол                                     |
| 1933      | ф   | Королевский кубок                           | The King's Cup                   | Ронни Хелмор                            |
| 1934      | ф   | Муж Вирджинии                               | Virginia's Husband               | Барни Хэммонд                           |
| 1934      | ф   | Скуп                                        | The Scoop                        | Скуп Моуртон                            |
| 1934      | ф   | Змея в перьях                               | The Feathered Serpent            | Питер Дьюин                             |
| 1936      | ф   | Предательство в открытом море               | Treachery on the High Seas       | Эдвард Брэйлстоун                       |
| 1936      | ф   | Секретный агент                             | Secret Agent                     | полковник Андерсон (в титрах не указан) |
| 1937      | ф   | Радость приходит в город                    | Merry Comes to Town              | Питер Белл                              |
| 1937      | кор | Дом тишины                                  | The House of Silence             | Джек Рэмсден                            |
| 1940      | ф   | Затенённые глаза                            | Shadowed Eyes                    | Иэн                                     |
| 1948      | ф   | Три отважные дочери                         | Three Daring Daughters           | Майкл Пембертон                         |
| 1949      | ф   | Место преступления                          | Scene of the Crime               | Норри Лорфилд                           |
| 1949      | ф   | Малайя                                      | Malaya                           | Матиссон                                |
| 1950      | ф   | Тень на стене                               | Shadow on the Wall               | Крейн Уэймаут                           |
| 1950      | с   | Театр от «Армстронг»                        | Armstrong Circle Theatre         |                                         |
| 1950      | с   | Сеть                                        | The Web                          | Том Хелмор                              |
| 1951      | с   | Пулитцеровский театр                        | Pulitzer Prize Playhouse         | Карлтон Фитцджеральд                    |
| 1951—1952 | с   | Саспенс                                     | Suspense                         | Дермот Уэст                             |
| 1951      | с   | Телевизионный театр от Goodyear             | Goodyear Television Playhouse    |                                         |
| 1951      | с   | Телетеатр Сомерсета Моэма (2 эпизода)       | Somerset Maugham TV Theatre      | Филипп Кейри                            |
| 1952      | с   | Зал славы «Хэллмарк»                        | Hallmark Hall of Fame            | Роберт Браунинг                         |
| 1952—1953 | с   | Телевизионный театр Бродвея (2 эпизода)     | Broadway Television Theatre      | лорд Артур Диллинг/Билл Тремейн         |
| 1952      | с   | Первая студия                               | Studio One                       |                                         |
| 1952—1955 | с   | Телевизионный театр от «Крафт» (5 эпизодов) | Kraft Television Theatre         |                                         |
| 1953      | ф   | Сплошные неприятности                       | Trouble Along the Way            | Гарольд Маккормик                       |
| 1953      | ф   | Давай сделаем это снова                     | Let's Do It Again                | Кортни Крейг                            |
| 1953      | с   | Телевизионный театр от «Филко»              | The Philco Television Playhouse  |                                         |
| 1953      | с   | Театр «Дженерал Электрик»                   | General Electric Theater         | Джордж Мэнсон                           |
| 1954      | с   | Час «Ю.С. Стил»                             | The United States Steel Hour     | Макс                                    |
| 1955      | ф   | Люси Галлант                                | Lucy Gallant                     | Джим Уордман                            |
| 1955      | ф   | Нежный капкан                               | The Tender Trap                  | мистер Лоурэн                           |
| 1955      | с   | Звезда сегодня вечером                      | Star Tonight                     |                                         |
| 1955      | с   | Телефонное время                            | Telephone Time                   | Джек Хауард                             |
| 1955      | с   | Шоу Гейл Сторм                              | The Gale Storm Show: Oh! Susanna | Ральф Эмори                             |
| 1956      | с   | Голдберги                                   | The Goldbergs                    | Джонатан Мелтон                         |
| 1957      | ф   | Долгожданная ночь                           | This Could Be the Night          | Стоу Девлин                             |
| 1957      | ф   | Модельерша                                  | Designing Woman                  | Закари Уайлд                            |
| 1957      | с   | Есть оружие – будут путешествия             | Have Gun - Will Travel           | Джеймс Брансвик                         |
| 1957—1958 | с   | Театр звезд от «Шлитц» (2 эпизода)          | Schlitz Playhouse of Stars       | Дин Лауэлл                              |
| 1957—1958 | с   | Утренний театр (5 эпизодов)                 | Matinee Theatre                  | Генри Мурье                             |
| 1958      | ф   | Головокружение                              | Vertigo                          | Гэвин Элстер                            |
| 1958      | ф   | Считай свои благословения                   | Count Your Blessings             | Хью Палгрейв                            |
| 1958      | с   | Письмо к Лоретте                            | Letter to Loretta                | доктор Дейл Сарджент                    |
| 1958      | с   | Студия 57                                   | Studio 57                        |                                         |
| 1958      | с   | Альфред Хичкок представляет (2 эпизода)     | Alfred Hitchcock Presents        | Адам Лонгсворт/Майлз Фёрнэм             |
| 1958      | с   | Театр от «Алкоа»                            | Alcoa Theatre                    | командир                                |
| 1959      | ф   | Человек в сети                              | The Man in the Net               | Гордон Морленд                          |
| 1959      | с   | Маркэм                                      | Markham                          | Ричард Стэнтон                          |
| 1959      | с   | Театр от «Дженерал Электрик»                | General Electric Theater         | Джордж Мэнсон                           |
| 1960      | ф   | Машина времени                              | The Time Machine                 | Энтони Брайдвелл                        |
| 1961      | с   | Триллер                                     | Thriller                         | Эрик Бьюмонт                            |
| 1961      | с   | Защитники                                   | The Defenders                    | Гамильтон Батлер                        |
| 1962      | ф   | Совет и согласие                            | Advise & Consent                 | британский посол                        |
| 1964      | ф   | Новые приключения Флиппера                  | Flipper's New Adventure          | сэр Хэлси Хопвелл                       |
| 1964      | с   | Доктор Килдэр                               | Dr. Kildare                      | доктор Фостер Бэйли                     |
| 1969      | с   | Смелые: Новые доктора                       | The Bold Ones: The New Doctors   | мистер Макбейн                          |
| 1969      | с   | Доктор Маркус Уэлби                         | Marcus Welby, M.D.               | Алан Реддинг                            |
| 1969      | с   | Ночная галерея                              | Night Gallery                    | Джон Уорвик                             |
| 1972      | тф  | Пугало                                      | The Scarecrow                    | сэр Чарльз Реддингтон                   |